# Alfred Gibson
Alfred Gibson (* unbekannt in Australien; † 1874 in der Gibsonwüste, Australien) nahm 1873 an einer Expedition zur Erkundung der australischen Wüsten im zentralen Australien teil. Er starb im Verlauf der Expedition. Zu seiner Erinnerung benannte der Entdeckungsreisende Ernest Giles die Gibsonwüste nach ihm.
Die Expedition von Ernest Giles und seinem Stellvertreter William Tietkins hatte im März 1873 die Absicht, von Alberga River in South Australia nach Perth in Western Australia und zurückzureisen. Gibson hatte sich freiwillig gemeldet und die Aufgabe erhalten,/ die Transporttiere zu betreuen, da er etwas von Tieren verstand. Aufgrund widriger Umstände, wie Mangel an Trinkwasser und Verpflegung, Angriffen von Aborigines, Fliegen und Termiten war die Expedition in Schwierigkeiten. Giles und Gibson waren zu zweit vorausgeritten, um das Gelände zu erkunden. Dabei starb Gibsons Pferd und Giles schickte ihn mit seinem eigenen Pferd ins Lager zurück, um Hilfe zu holen. Als Giles acht Tage später zu Fuß und fast völlig erschöpft dort wieder eintraf, war Gibson nicht angekommen. Trotz mehrtägiger Suche wurde er nicht mehr gefunden. Giles musste daher annehmen, dass er ums Leben gekommen sei. Die Rückreise der Expedition begann am 21. Mai 1874. Die Expedition kam, ohne ihr ursprüngliches Ziel erreicht zu haben, am 13. Juli 1874 in Charlotte Waters im Northern Territory an.